# Oosteinde (Berkhout)
Oosteinde is een buurtschap in de gemeente Koggenland, in de Nederlandse provincie Noord-Holland.
De buurtschap valt formeel onder het dorp Berkhout, waar van het eigenlijk ook onderdeel van is. Tot de twintigste eeuw bestond het dorp Berkhout ook uit meerdere delen, zo was er ook een Westeinde. De benamingen sloegen ook op het feit dat de één het Westelijke einde was en de andere het Oostelijke einde van Berkhout. Of deze benaming is afgeleid van het Berkenbos of van het dorp is niet echt meer te achterhalen. Beide zijn goed mogelijk.
Door sterke groei van bebouwing verdwenen de bekende overgangen tussen de plaatsen en verdween de plaatsduiding Westeinde. De reden dat Oosteinde nog wel zo wordt gebruikt komt door het feit dat het minder sterke bebouwing kende. Wel wordt vaak het oorspronkelijk begin van het Oosteinde bij de dorpskern van Berkhout niet meer tot de buurtschap Oosteinde gerekend. De grens wordt nu vaker bij de eerste grote sloot die het Oosteinde kruist vanuit Berkhout gezien. Maar formeel valt heel de buurtschap onder het dorp Berkhout.
De buurtschap viel ook tot 1 januari 1979 tot de stede en gemeente Berkhout en van 1979 tot 2007 behoorde het tot de gemeente Wester-Koggenland, waarin de gemeente Berkhout was opgegaan.
Dorpen: Avenhorn · Berkhout · Bobeldijk · De Goorn (gemeentehuis) · Grosthuizen · Hensbroek · Obdam · Oudendijk · Rustenburg · Scharwoude · Spierdijk · Ursem · Wogmeer · Zuidermeer

Buurtschappen: Berkmeer · Baarsdorpermeer · De Hulk (deels) · Kathoek · Noord-Spierdijk · Noorddijk · Noordermeer · Obdammerdijk · Oosteinde

Gehuchten: Oostmijzen · Zuid-Spierdijk
Noord-Holland: Steden en dorpen in Noord-Holland      Nederland: Provincies · Gemeenten